# الطراز الفاطمي
شهد العصر الفاطمي نهضة معمارية وفنية شملت أرجاء الدولة الفاطمية بصفة عامة ومصر بصفة خاصة كونها مقر الخلافة الفاطمية، حيث بدأ الفنانون والمعماريون في تقديم إبداعاتهم وابتكاراتهم وإسهاماتهم في التطور الحضاري وانعكس ذلك على الجوامع والقصور والأسوار التي شيدوها، وقد أفادوا في ذلك ممن سبقوهم فظهر تأثير الأسلوب الأموي وأسلوب شمال أفريقيا في الطراز الفاطمي.
ولعل أهم ما يميز الطراز الفاطمي في العمارة الإسلامية هو تطور التخطيط الأساسي للعمارة المكون من فناء أوسط مكشوف وإيوانين متقابلين يقعان على جانبي الفناء، إلى تقليل مساحة الفناء المكشوف حتى أصبح شبه مربع لا يزيد ضلعه عن ضلع كل من الإيوانين المفتوحين عليه إلا قليلًا، ثم سُقِفَ الفناء المكشوف، وتحول إلى ما اُصطُلِحَ على تسميته بدرقاعة، ثم ما لبثت أن أصبحت الدرقاعة والإيوانان المفتوحان عليها يمثلان وحدة واحدة سُميت بالقاعة.

## المساجد

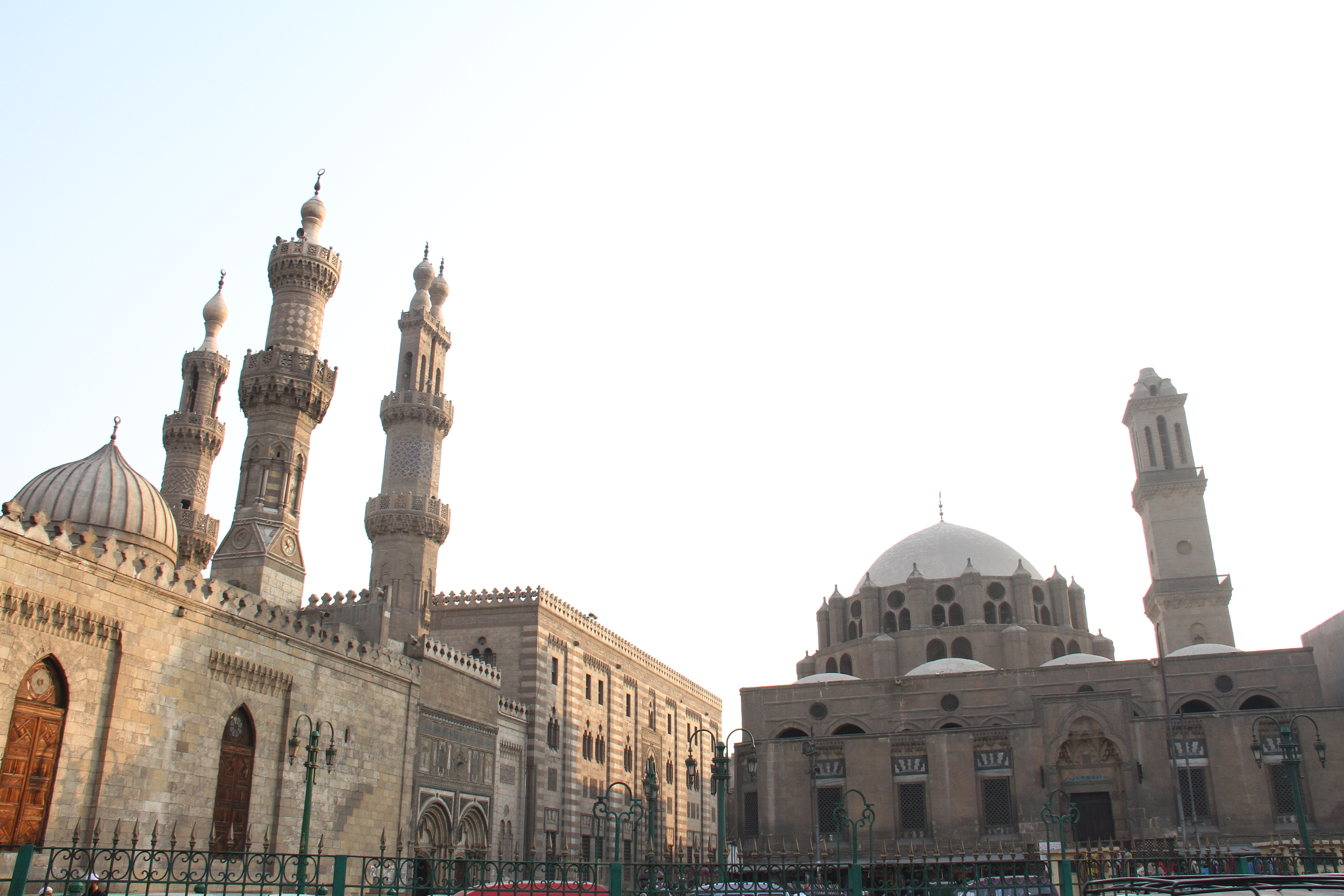
الجامع الأزهر

اهتم الفاطميون ببناء المساجد وعُنوا بعمارتها التي يُلاحظ تأثرها بـالأسلوب الطولوني من جهة وبـالعمارة المغربية من جهة أخرى، بالإضافة إلى اهتمامهم بواجهات المساجد، ومن أشهر المساجد التي شُيدت في العصر الفاطمي الجامع الأزهر الذي يُعد من أهم المباني الدينية الفاطمية، ويظهر فيه تأثير العمارة الإغريقية التونسية وتأثير العمارة المصرية المحلية. علمًا أن الجامع الأزهر لم يتوقف عند البناء الفاطمي بل تضاعفت مساحته وأُضيفت إليه زيادات عبر العصور اللاحقة؛ إلا أنّ أهم أجزائه التي تعود إلى العصر الفاطمي تتمثل في العقود المحيطة بالصحن، وعقود المجاز ذي السقف المرتفع، والمحراب القديم في إيوان القبلة بالإضافة إلى الكتابات والزخارف في المجاز وفي المحراب القديم وفي الجدران القبلية والبحرية. وكذلك الجامع الأقمر الذي يكتسب أهمية معمارية إضافية من واجهته الحجرية الغنية بزخارف منحوتة، التي تُعد أول واجهة في مصر زُخرِفت بهذا الأسلوب، حيث تكونت تلك الزخارف من حنايا على شكل صدفة، بالإضافة إلى زخارف من المقرصنات. أما داخل الجامع الأقمر يبرز الصحن المكشوف الذي تحيط به أربعة إيوانات، بالإضافة إلى عقود فارسية تقوم على أعمدة الرخام.

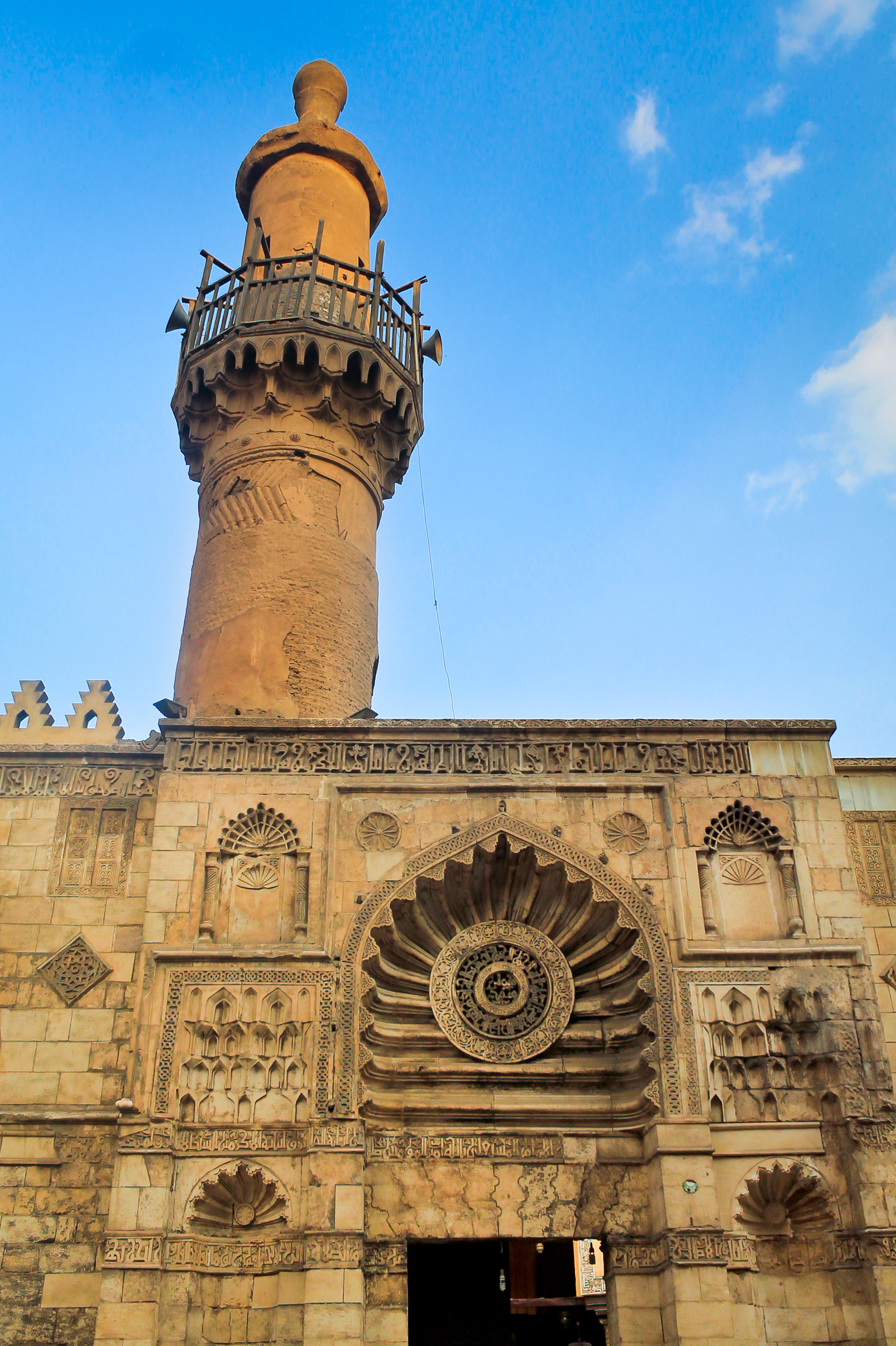
الجامع الأقمر

## الأضرحة
اهتم الفاطميون ببناء الأضرحة ومن أهم تلك الأضرحة ضريح السيدة رقية وضريح المشهد الحسيني، وفي النصف الثاني من العصر الفاطمي اتجه تشييد الأضرحة إلى بناء القباب ذات الضلوع المحدبة من الخارج والمقعرة من الداخل.

## سور القاهرة
تُعد أسوار مدينة القاهرة التي بناها القائد جوهر الصقلي من أهم العمائر المدنية التي خلّفها الطراز الفاطمي، فالسور الذي بُني باللبن اشتمل على سبعة أبواب: باب النصر وباب الفتوح في الجهة الشمالية، وباب زويلة في الجهة الجنوبية، وباب الفرج وباب السعادة في الجهة الغربية، وباب القراطين في الجهة الشرقية، والباب السابع هو باب القنطرة الذي أُضيف لاحقًا بعد عامين من تأسيس مدينة القاهرة، ومع مرور الزمن تهدم السور فقام بدر الدين الجمالي وزير الخليفة المستنصر في سنة 480هـ 1087م بتجديد بناء السور، والملاحظ بصفة عامة في بناء أسوار القاهرة الفاطمية وأبوابها أنها متأثرة بشكل كبير بالأساليب الفنية البيزنطية في سوريا.

## القصور
ليس لدينا معلومات عن قصور الفاطميين سوى الأوصاف التي وردت في كتب التاريخ والرحلات في العصور الوسطى، ففي المهدية العاصمة الأولى للدولة الفاطمية لم يبق أثر لقصر النوافذ الذهبية، وفي القاهرة العاصمة الثانية للدولة الفاطمية لم يبق أثر للقصرين المتقابلين: القصر الشرقي الذي شُيّد في سنة 363هـ ليقيم به المعز لدين الله وأسرته، وكان له واجهة كبرى وتسعة أبواب، والقصر الغربي الذي شُيّد بعد تشييد القصر الشرقي وكان أصغر منه، واشتمل على جناحين برحبة فسيحة.

## الزخارف الجصية والحجرية
ازدادت أهمية الزخارف الكتابية في العصر الفاطمي، واستخدم الفاطميون الزخرفة بنقوش ذات عناصر متعددة سواء كانت هندسية أو نباتية أو آدمية، ومن أبرز سماتها:
- استخدام الخط الكوفي المشجر في الكتابة على أرضيات مورقة
- استخدام أشكال المقرنصات والتي تُعد من الأساليب المعمارية التي ابتكرها الفاطميون
- ظهور عناصر من الفنون الأخرى كالطراز الفارسي والطراز القبطي في الطراز الفاطمي خصوصًا في الزخارف النباتية.[1]